# Honorine Attikpa
Honorine Attikpa de son vrai nom Honorine Z. Hounnonkpe Attikpa est une  femme politique béninoise. Elle est ministre dans le gouvernement du président Boni Yayi du 18 juin 2015 au mois de mars 2016, et directrice de la loterie nationale du Bénin  jusqu'en 2015.

## Biographie
Honorine Attikpa entre au gouvernement de Boni Yayi à la suite du remaniement ministériel intervenu le jeudi 18 juin 2015. Elle prend la tête du ministère de la famille, des affaires sociales, de la solidarité nationale, des handicapés et des personnes du troisième âge,,. Elle est remplacée en mars 2016 pendant l'entre deux tours des élections présidentielles,,. 
Avant ce poste, Honorine Attikpa est à la tête de la Loterie Nationale du Bénin le 08 août 2011 ,,.
Elle est la directrice exécutive de Dignité Féminine et la présidente du réseau d'associations qui organise des plaidoyers pour la participation des femmes dans les structures de décision.